# Dichaetophora neocirricauda
Dichaetophora neocirricauda är en tvåvingeart som först beskrevs av Gupta och De 1996.  Dichaetophora neocirricauda ingår i släktet Dichaetophora och familjen daggflugor.
Artens utbredningsområde är Bhutan. Inga underarter finns listade i Catalogue of Life.